# Boris

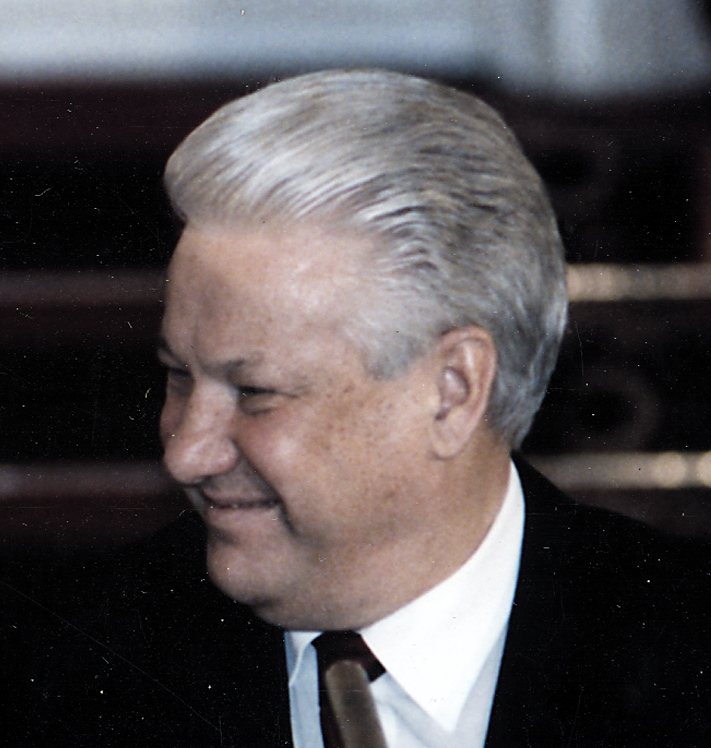
Boris Jeltsin, 1993

Boris is een mannelijke voornaam van Slavische, en dan met name van Bulgaarse, oorsprong. Boris betekent strijder. De naam is hoogstwaarschijnlijk een afkorting van Bogoris (zie Boris I van Bulgarije).
Een variant van deze voornaam is Boril.

## Bekende naamsdragers

### Heersers
Bulgarije
- Boris I van Bulgarije (?-907)
- Boris II van Bulgarije (ca. 931-977)
- Boris III van Bulgarije (1894-1943)

Rusland
- Boris en Gleb (?-1015), zonen van Vladimir de Grote, eerste Russische heiligen
- Boris Godoenov (ca. 1551-1605), tsaar van Rusland van 1598-1605

### Overige personen
- Boris Akoenin, pseudoniem van de Russische schrijver Grigori Tsjchartisjvili (1956)
- Boris Becker (1967), Duits tennisser
- Boris Dittrich (1955), Nederlands politicus
- Boris Gardiner (1946), Jamaicaanse reggaezanger en bassist
- Boris van der Ham (1973), Nederlands politicus
- Boris Jeltsin (1931-2007), president van Rusland (1990-1999)
- Boris Johnson (1964), burgemeester van Londen
- Boris Karloff (1887-1969), Amerikaans acteur (monster van Frankenstein)
- Boris Kusmirak (1986), Nederlands schaatser
- Boris Paitsjadze (1915-1990), Georgisch voetballer en voetbalcoach
- Boris Pasternak (1890-1960), Russisch schrijver en nobelprijswinnaar
- Boris Premužic (1968), Sloveens wielrenner
- Boris Tadić (1958), president van Servië
- Boris Titulaer (1980), Nederlands zanger (Idols)
- Boris Živković (1975), Kroatisch voetballer
- Boris, pseudoniem van de Belgische dj Philippe Dhondt (1965)
- Life of Boris, youtuber uit  Oost-Europa.

## Overige
- Boris (band), een Japanse rockband
- Boris (boek), door Jaap ter Haar
- Boris (hond), hond, die voorzitter en directeur was
- Boriš, plaats in de gemeente Končanica in de Kroatische provincie Bjelovar-Bilogora
- Boris, tot 2016 de ziekenhuiskat van Tergooiziekenhuizen
- Boris (cycloon), cycloon in Centraal-Europa in 2024